# فرودگاه فیگاری ساد-کورسه
فرودگاه فیگاری ساد-کورسه (به انگلیسی: Figari Sud-Corse Airport) (به زبان بومی: Aéroport Figari Sud-Corse) یک فرودگاه همگانی با کد یاتا FSC است که یک باند فرود آسفالت دارد و طول باند آن ۲۴۸۰ متر است. این فرودگاه در شهر جزیره کرس کشور فرانسه قرار دارد و در ارتفاع ۲۷ متری از سطح دریا واقع شده است.